# Liste des rois des Francs saliens
Pour les articles homonymes, voir Saliens.

Les Francs entre 400 et 440. Les territoires gris signalent les anciennes provinces romaines,.

Cet article dresse la liste des rois des Francs saliens.

## Rois des Francs saliens
| 411-420 : | Théodomir (cité par Grégoire de Tours),. Cependant, Karl Ferdinand Werner et Christian Settipani le considèrent comme un rhénan, ; |
| 420-448 : | Clodion le Chevelu, roi des Francs saliens (cité par Sidoine Apollinaire et Grégoire de Tours), ;                                  |
| 448-457 : | Mérovée, roi de Tournai (cité par Grégoire de Tours), ;                                                                            |
| 457-481 : | Childéric Ier, roi de Tournai (cité par Grégoire de Tours), ;                                                                      |
| 470-491 : | Ragnacaire, roi de Cambrai, et ses frères Richomer et Richer, ;                                                                    |
| 480-491 : | Cararic,, peut-être roi de Tongres ;                                                                                               |
| 481-511 : | Clovis Ier, roi de tous les Francs ;                                                                                               |
| 511-561 : | Clotaire Ier, roi de Soissons, puis de tous les Francs ;                                                                           |
| 561-584 : | Chilpéric Ier, roi de Neustrie ;                                                                                                   |
| 584-629 : | Clotaire II, roi de Neustrie, puis de tous les Francs.                                                                             |

Après Clotaire II, on ne parle plus de royaume des Francs saliens. Il fait désormais partie des royaumes de Neustrie et Austrasie avec l'ancien royaume des Francs rhénans.